# IC 4467
IC 4467 је елиптична галаксија у сазвјежђу Волар која се налази на листи објеката дубоког неба у Индекс каталогу.
Деклинација објекта је + 18° 22' 16" а ректасцензија 14h 36m 53,6s. Привидна величина (магнитуда) објекта IC 4467 износи 15,6 а фотографска магнитуда 16,6. IC 4467 је још познат и под ознакама NPM1G +18.0416, PGC 1557696.